# Complejo volcánico del monte Edziza
El complejo volcánico monte Edziza es un amplio y potencialmente activo complejo volcánico localizado en el País Stikine, al noroeste de la Columbia Británica, en Canadá, a 38 km al sureste de la pequeña comunidad de Telegraph Creek. Está situado en la cordillera Tahltan, un área elevada de llanuras y montañas de baja altura, limitando al este con los Montes Rangers y al sur con el río Inklin. Como complejo volcánico, éste consta de varios tipos de volcanes, incluyendo campos volcánicos, calderas, domos de lava, estratovolcánes y conos de escoria.
La mayor parte del complejo volcánico Monte Edziza está incluido en un parque provincial llamado Parque Provincial Monte Edziza. El parque después llamado Monte Edziza, tiene un área de 266095 hectáreas y fue fundado en 1972 para preservar los tesoros culturales y volcánicos únicos del norte de la Columbia Británica. El complejo volcánico Monte Edziza es remoto y sin carreteras, accesible solo por medio de caminos. El acceso más sencillo es desde la Carretera 37 de Columbia Británica y siguiendo un camino desde Dease Lake hasta Telegraph Creek. Desde el Lago Kinaskan, en la carretera 37, un camino en muy malas condiciones se extiende por el oeste a lo largo de 30 km hasta el corazón del complejo. Desde Telegraph Creek otro camino se extiende por 25 km por el este y conduce a la cara norte del Monte Edziza.

## Geología del salmón

### Orígenes

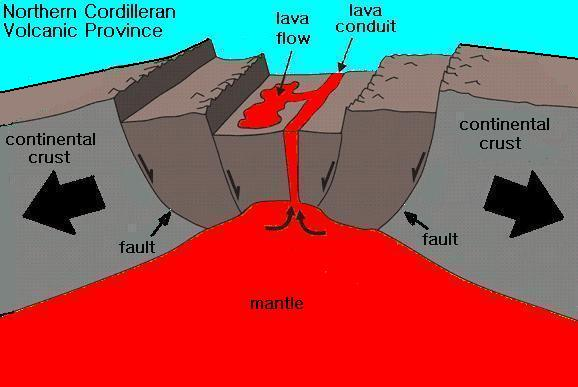
La grieta volcánica septentrional de la cordillera.

El complejo volcánico Monte Edziza comienza a formarse hace 7.5 millones de años y se encuentra en constante crecimiento desde ese entonces. Como otros volcanes en el noroeste de la Columbia Británica, el complejo volcánico Monte Edziza tiene su origen en la grieta continental; un amplio límite en las placas tectónicas divergentes donde la litósfera comienza a ser presionada hacia arriba. Aquí, la corteza continental de la Placa de Norte América empieza a estirarse en un promedio de 2 centímetros por año. Esta incipiente grieta se ha formado como resultado del deslizamiento de la Placa Pacífica hacia el norte a lo largo de la Falla de la Reina Carlota, por la misma vía que conduce a la Fosa de las Aleutianas, la cual se extiende por toda la línea costera al sur de Alaska y las aguas adyacentes de la costa noreste de Siberia, en la Península de Kamchatka. Como la corteza continental se estira, las rocas cercanas a la superficie se fracturan de forma paralela a la grieta, formándose una falla. El magma basáltico caliente fluye a lo largo de estas fracturas para crear erupciones de lava pasivas, conocidas como erupción efusiva.
La zona de la grieta ha existido desde hace 20 millones de años, y ha creado una línea de volcanes llamada provincia volcánica de la Cordillera del Norte, también conocida como Cinturón Volcánico de Stikine, extendiéndose desde la frontera entre Alaska y Yukón cerca de la ciudad portuaria del Príncipe Roberto, Columbia Británica.  Varios volcanes actualmente inactivos en la provincia son potencialmente activos, tres de ellos han erupcionado hace pocos cientos de años, dos presenciados por las Primeras Naciones de Canadá y mineros locales durante los siglos XVIII y XIX. El Pico Tseax, el cual hizo su última erupción en el siglo XVIII, es históricamente el volcán más activo en el sur de la provincia, mientras que el Monte Prindle en el centro-este de Alaska, que hizo erupción durante el Pleistoceno, es generalmente considerado de mayor actividad en la zona norte.

### Estructura

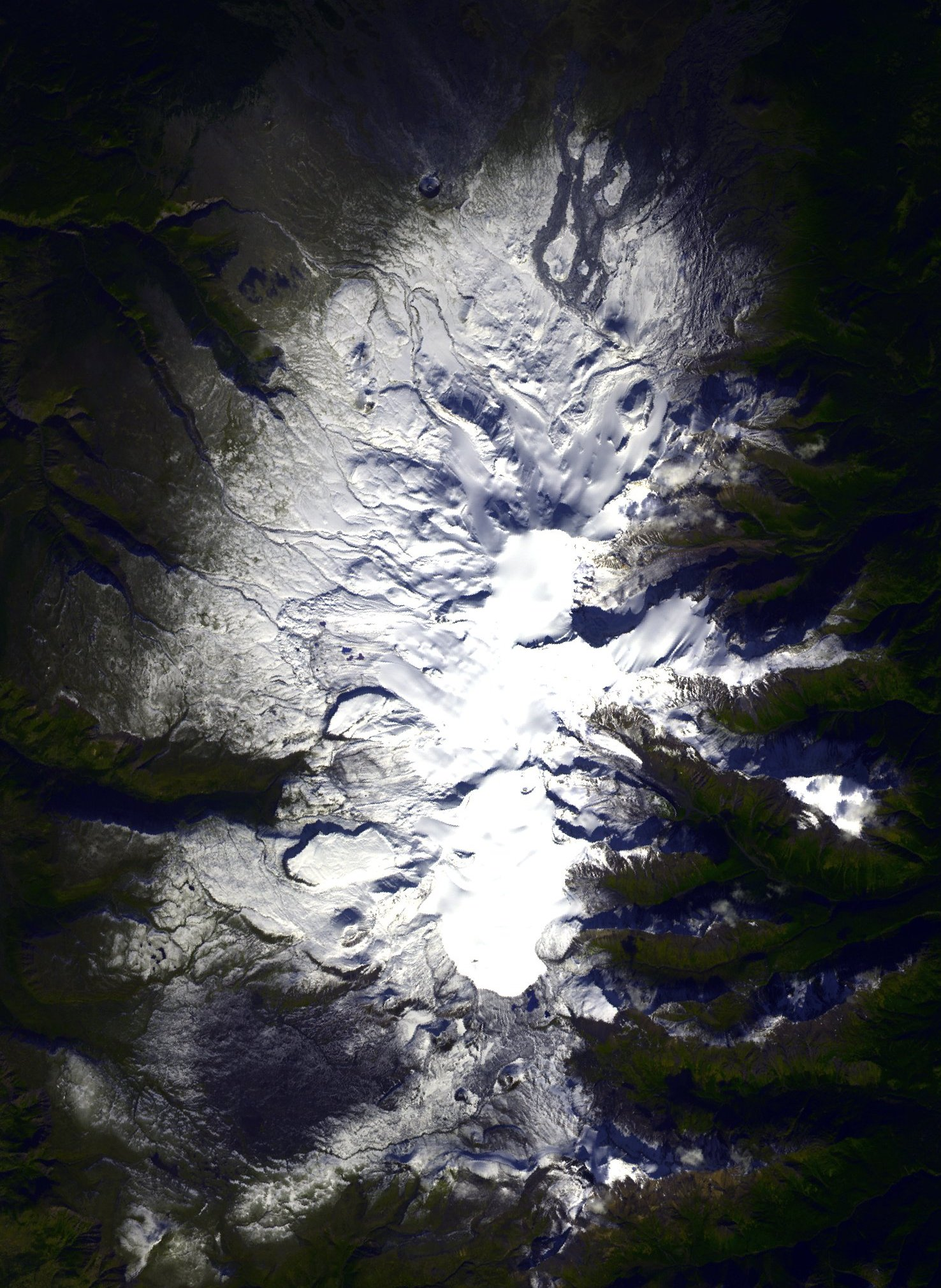
Imagen satelital del Monte Edziza.

El complejo volcánico del Monte Edziza tiene al segundo volcán más joven de Canadá y el segundo también en amplitud, con un área de 1000 km², superado solo por la Cordillera Llana al norte de Edziza, la cual tiene un área de 1800 km². Los cuatro volcanes centrales, conocidos como Pico Armadillo, Llanura de los Espectros, Pico de Hielo, y Monte Edziza, conforman un eje en forma de óvalo que compone al campo volcánico. La composición de este campo volcánico consta de varias capas superpuestas, dos de las cuales son fácilmente apreciables en los mapas. Este campo volcánico forma una amplia meseta de lava de 65 km de longitud y 20 km de amplitud, principalmente hecho por el flujo de lava basáltica; presenta algunos conos de escoria y está rodeado de pasos escarpados, los cuales exponen las columnas de basalto negro creadas por el flujo de la lava en conjunto con fragmentos de roca distales y depósitos piroclásticos. La mayoría presentan colores claros de magma de tracita y comandita con pequeñas trazas de aluminio. La meseta de lava es flanqueada por el Río Klastline por el norte, por el Río Stikine por el oeste y por el Río Iskut por el este. Las elevaciones de la meseta de lava van desde 1500 hasta los 1800 m s. n. m. con cumbres volcánicas superiores a los 2590 m s. n. m. Las tres secciones de la meseta de lava se conocen como Placa Ártica, Gran Cuervo, y Kitsu. La historia del complejo volcánico Monte Edziza incluyen al menos dos períodos de glaciación regional, cuando amplias capas de hielo cubrieron la tierra, y varios avances menores de una serie de glaciares.

#### Composición Estratovolcánica
El paso escarpado por la simetría estratovolcánica fue producto de repetidas erupciones muy densas de lava de movimiento lento que ha aflorado, comúnmente, a pocos kilómetros del respiradero.  Las Erupciones Explosivas son frecuentemente asociadas a estos volcanes, depositando alternadamente capas de ceniza volcánica, cenizas, bloques, y globos de roca fundida llamados bomba volcánica o bombas de lava, los cuales se van sumando en las laderas y crean los estratovolcánes. Los estratovolcánes de Edziza contienen una fina capa de roca volcánica rica en sílica llamada tracita; estos no han hecho erupción desde hace miles de años, permitiendo que la erosión vaya destruyendo el cono original, creando riscos escarpados y afloramientos de roca de materiales mucho más resistentes.

#### Composición de la Caldera
La caldera circular en el complejo volcánico del Monte Edziza fue formada como el resultado de un vacío en la cámara magmática bajo el volcán. Si no hay magma que erupcionar, el vacío de la cámara no será capaz de soportar el peso de la estructura volcánica sobre ella. Una fractura circular áspera —  "falla de anillo"— se desarrolla alrededor del filo de la cámara. Estas fracturas en forma de anillo cumplen una función alimentadora para la falla por medio de la intrusión. Los respiraderos volcánicos secundarios también tienen algunas fracturas anilladas. Cuando la cámara magmática está vacía, las fracturas anilladas dentro del volcán colapsan. El colapso puede ocurrir por una erupción cataclísmica, o por una serie de ellas de menor intensidad. La caldera más amplia del complejo volcánico Monte Edziza tiene un diámetro de unos 6 km. Las erupciones volcánicas de este complejo viene acompañadas de tracita y riolita sódica, conocida como comandita.

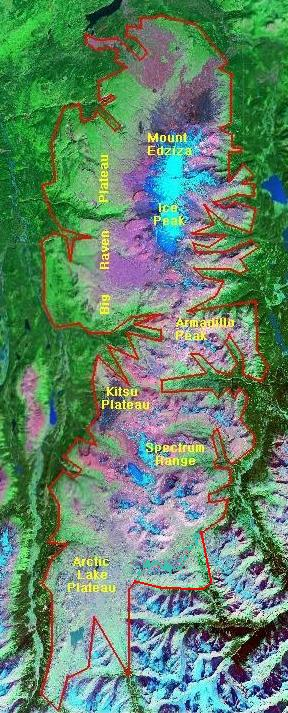
Mapa del complejo volcánico Monte Edziza.

#### Composición del Domo de Lava
El domo de lava de Edziza fue construido por las erupciones del magma muy espesa de color claro que incluía tracita. Dichos magmas son incapaces de moverse muy lejos de los respiraderos que los arrojan, causando una solidificación rápida y construida por extrusiones volcánicas previas, creando las características formas de domo. El grosor del magma es atribuido a los altos niveles de sílica, un dióxido de silicio natural encontrado en varias formas ristalinas y amorfas. Los domos de Edziza alcanzan alturas de varios cientos de metros, y crecen lenta y pausadamente durante meses e incluso años. Los lados de estas bóvedas están compuestos de escoria de rocas muy inestable. Debido a la alta posibilidad de que las estructuras almacenen altas cantidades de gas, los domos pueden experimentar más erupciones explosivas con el paso del tiempo. Cuando parte de un domo de lava colapsa y contiene aún roca fundida y gases, puede producir un flujo piroclástico muy caliente, una mezcla de gases y cenizas.

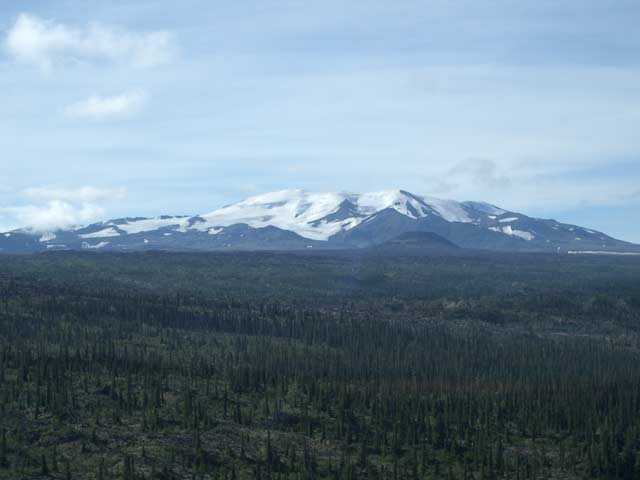
Monte Edziza.

Entre las características de las erupciones de los domos de lava se incluyen bajos y largos períodos de actividad sísmica, los cuales son atribuidos a excesos en la presión de los fluidos en la cámara del respiradero. Otra de las características de los domos de lava es la forma esférica de los domos, los ciclos de crecimiento de los domos en largos períodos, y los inicios súbitos de actividad explosiva violenta. La tasa promedio de crecimiento del domo puede ser usada como patrón indicador del suministro de magma, pero este no muestra en ningún caso una relación entre la duración y las características de las explosiones de los domos de lava.

#### Composición del Cono de Escoria
El paso cónico o cono de escoria de Edziza se formó producto de las erupciones en la fuente de lava, emitiendo partículas y gotas de lava congeladas desde el respiradero. Como la lava está cargada de gases, estalla violentamente al hacer contacto con el aire, esta se rompe en pequeños fragmentos que se solidifican y caen como ceniza alrededor del respiradero formando un cono circular o esférico. El cono de escoria de Edziza consta de varios cráteres en forma de cuenco en sus cumbres elevándose algunos cientos de metros con respecto a sus alrededores. Los conos de escoria en la Columbia Británica son tan amplios como en la mayoría de los terrenos volcánicos a lo largo del mundo.

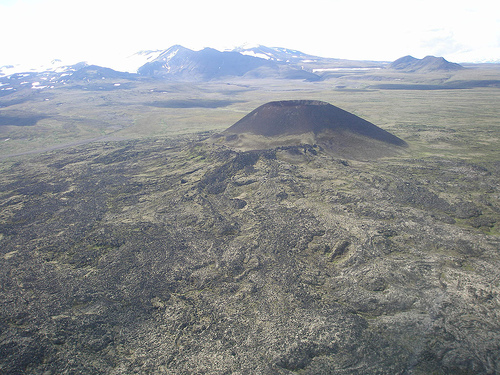
Monte Eva.

El Monte Eva, un monte de ceniza negra del complejo volcánico del Monte Edziza, es uno de los más famosos conos simétricos por su perfecta preservación, alcanzando una altura de 1740 m s. n. m. y una prominencia topográfica de 150 m.

#### Composición del escudo volcánico
El escudo volcánico de Edziza está compuesto, casi en su totalidad, de capas de lava fluida. Este se ha formado como resultado de los distintos flujos de lava en todas las direcciones desde el respiradero central y desde los distintos grupos de respiraderos más pequeños, conformando una amplia banda que se inclina suavemente a lo largo del suelo, hasta tomar la forma de bóveda. El escudo asciende lentamente por la acumulación de miles de capas de flujo de lava altamente fluida basalto, la cual se extiende rápidamente cubriendo largas distancias, para luego enfriarse en una delgada capa. En algunas erupciones volcánicas, la lava basáltica es vertida suavemente desde la fisura volcánica en el interior del respiradero central, cubriendo todo su entorno capa sobre capa, otorgándole una mayor amplitud a la meseta de Edziza.
Mesetas de lava similares a Edziza se encuentran en cualquier lugar de Norteamérica, incluyendo la Planicie del Río Snake en Idaho, y el Grupo Basáltico del Río Columbia en el sudeste de Washington, y en el este de Oregón, Estados Unidos; también pueden verse en Islandia.

#### Composición del vertido subglacial
El vertido subglacial (SUGM) del complejo volcánico del Monte Edziza es de un tipo muy inusual en los volcán subglacial formados cuando una erupción subglacial tuvo lugar en los límites del hielo glacial durante el Pleistoceno y otra más tempranamente en el Holoceno. Ambas erupciones no fueron nada calientes y por ello no fueron capaces de crear una chimenea vertical sobre la capa de hielo, en su lugar formó amplias capas de roca volcánica fundida compuestas de fragmentos volcánicos llamados hialoclastito y lava que solidificada en gruesas masas formó un colchón de lava en lo profundo del hielo glacial. Una vez los glaciares se contrajeron, los volcanes subglaciales formaron parte del panorama, con una forma que es distintiva por la acción del hielo glacial.

### Historia Eruptiva

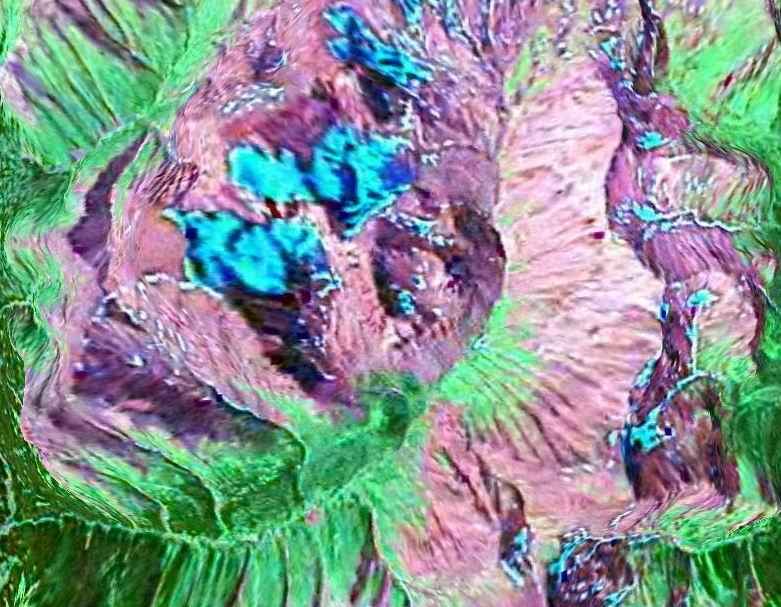
Caldera del Pico Armadillo.

Los domo de lava, las caldera, los estratovolcán, los vertido subglacial y cono de escoria dan forma al complejo volcánico en sus cinco fases, todas comenzaron con la emisión del basalto olivino oscuro el cual formó las capas limítrofes del campo volcánico y concluyeron con la emisión del magma de color claro. Esta conducta cíclica es atribuida al ascenso del manto terrestre junto con el basalto alcalino, ambos en la superficie y parcialmente mezclado en reservas corticales donde se puede apreciar el magma claro con pequeñas cantidades de aluminio que se formaron por la prolongada cristalización fraccional. La lava rica en tracita óxido de silicio IV y en comandita tiene composición similar en la mayoría de las erupciones volcánicas de la Tierra.

### Actividad actual

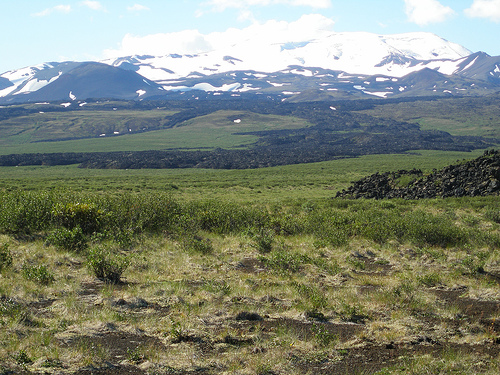
Flujo de lava saliendo del Monte Edziza.

El complejo volcánico Monte Edziza es uno de los once volcanes asociados de Canadá con reciente actividad sísmica: Los otros son Castle Rock, el Monte Cayley, el Monte Hoodoo, Lava Fork, Laguna Crow, la Caldera Silverthrone, el Monte Meager, el campo volcánico Wells Gray-Clearwater y el Pico Nazko. Los datos sísmicos sugieren que estos volcanes aún se encuentran en actividad, indicando posibles erupciones en el futuro. Aunque los datos disponibles no muestran una conclusión clara, estas observaciones son indicadores de que la actividad en algunos volcanes de Canadá no ha cesado, y que el peligro asociado a esta actividad es significativo. La actividad sísmica tiene correlación con la de algunos de los volcanes más jóvenes de Canadá, y con centros volcánicos de prolongada vida con una historia de conducta explosiva significativa, tales como el complejo volcánico del Monte Edziza.
La más reciente actividad volcánica en el complejo del Monte Edziza se ha reflejado en la aparición de aguas termales, muchas de las cuales se han encontrado en el flanco occidental del volcán, incluyendo las de Elwyn a 36 °C, las de Taweh a 46 °C, y las inactivas en las cercanías del Lago Mess. Las aguas termales se encuentran en las cercanías de los campos de lava más recientes del complejo volcánico del Monte Edziza y están comúnmente asociadas con la actividad eruptiva de los volcanes. Estas aguas termales fueron muy importantes para los pobladores de las adyacencias de Tahltan.
Las aguas termales son muy asociadas a las fumarola, las cuales son respiraderos indicadores de actividad volcánica ya que permiten el desprendimiento de gases calientes como óxido de azufre (IV). En general, estas aguas cumplen con su ciclo hidrológico al entrar en contacto con las rocas calientes del magma y luego brotar en la superficie. El óxido de hierro, los sulfátos de hierro y otras sustancias brindan los colores brillantes en las piscinas termales, ya sean amarillos, rojos, marrones o verdes.

## Historia humana

### Pueblos indígenas
Hace unos 10 000 años, los pueblos de Tahltan, que ahora hacen vida en Dease Lake, Telegraph Creek e Iskut, hacían uso de las rocas de obsidiana que se encuentran en el complejo volcánico del Monte Edziza , para la fabricación de armas y artículos comerciales. La mayoría de estas rocas se encuentra en las grandes elevaciones, en algunos casos, por encima de los 1800 y 1900 m s. n. m. Este sitio es una de las principales fuentes de obsidiana del noroeste de la Columbia Británica, la cual era comerciada con los pobladores de Alaska y del norte Alberta. La obsidiana es un tipo de vidrio natural que es altamente cotizado por sus calidades de corte y es producida por el rápido enfriamiento de la lava. Como ocurre con todos los vidrios y con algunos otros tipos de roca, la obsidiana se rompe con una fractura concóidea que la caracteriza, dando lugar a finas capas afiladas. Un cuchillo hecho de obsidiana de Edziza, posiblemente de más de 2000 años de antigüedad, ha sido descubierto en un área cercana al Río Stikine. Dos formaciones basálticas en forma de columna están expuestas dentro del complejo volcánico: el Águila de Tahltan en la confluencia del Tahltan y el río Stikine, y la Montaña Pipe Organ. El Águila de Tahltan tiene una importancia cultural y espiritual significativa para los pueblos de Tahltan, mientras que el nombre exacto y el significado cultural de la Montaña Pipe Organ para los pueblos de Tahltan es desconocido.

## Monitoreo

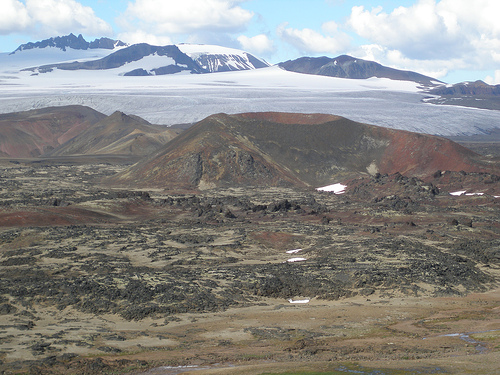
Monte Edziza, Cráter Café and Tencho Glacier.

Actualmente, el complejo volcánico del Monte Edziza no es monitoreado completamente por la Comisión Geológica de Canadá para comprobar cuán activo es el sistema magmático de los volcanes. La red existente consta de un conjunto de sismógrafos que se enlazan a un monitor tectónico de terremotos, los cuales, desde la distancia proveen una confiable exposición en los fenómenos que ocurren en el complejo volcánico. La red puede sentir un incremento en la actividad volcánica si el volcán se torna muy inquieto, pero en este caso, sólo detecta erupciones volcánicas grandes. Es decir, sólo detectaría actividad si el volcán hace erupción.
Una forma de detectar una erupción, es estudiando la historia geológical de Edziza desde cada volcán, ya que cada uno tiene su propio patrón de conducta, en los términos del estilo de erupción, magnitud y frecuencia.